# Kio的人間冒險
《Kio的人間冒險》是一款由來自中國廣州的漫畫家史悲和獨立程序員Light共同製作的獵奇恐怖冒險遊戲。游戏的免費版於2016年9月9日發佈，Steam版在2017年4月6日发售。

## 劇情
為了慶祝考上同一間高中，Kio與她的兩位初中好友約好在連鎖速食店聚餐聊天，就在晚到的Kio正打算點餐時，突然一陣天搖地動……從昏迷狀態中清醒過來的Kio，發現自己身在一個陰森詭異的空間裡，急忙尋找朋友，但始終沒有人回應……
游戏结局共有十六種死法，每觸發一種死法都能獲得相對應的死亡CG，可在鑑賞模式中反覆觀看。

### 角色
- Kio[註 1] － 本作主角，有點天然呆的活潑少女，深褐色頭髮。
- Illusion[註 2] － Kio的好友，愛好學習的認真女孩，黑髮。
- 多明妮 － Kio的好友，愛講八卦，有點花痴，米色頭髮。

此外像中國大陸漫畫家孫渣、知名遊戲實況主渗透之C君（C菌）、游戏网站机核网的主播编辑等在内的多位网络红人都在遊戲的隱藏房間中客串一角。主要的兩位製作人史悲、Light也在其中，以簡單化的卡通人物形象出現。遊戲中的一些怪物（如肉蟲和殭屍）則是延續了漫畫家史悲先前的漫畫作品《世界太混乱》中的設定。最終boss為漂浮在空中的笑臉小白人，後期會轉變成黑臉，實力增強，會發出雷射光。

## 評價
由於是一款恐怖獵奇遊戲，因此遊戲中充斥著大量的血腥暴力和作者的惡趣味，甚至令人感到不適的畫面，例如以斷頭台砍頭、電鋸分屍、銳器穿眼、肚破腸流等，因而也不可避免的被歸類為18禁成人向作品。還有一些帶有情色意味（但程度較輕微）的女主角的裸露圖片，同樣引起網友熱烈討論，評價兩極。

## 续作
2017年1月，主创史悲在其新浪微博上透露正在计划《Kio的人间冒险》的续作，续作将会采用3D化的画面。
2017年5月，因沒有合適的投資，主創史悲在其新浪微博上宣佈暫停開發《kio的人間冒險2》，並同時宣佈開始製作新遊戲，假定《宅男的奇妙冒險》。
2019年5月，主創史悲於新浪微博上宣佈新遊戲《宅男的人间冒险》將於2019年5月20號發售。

## 外部連結
- Kio的人間冒險的新浪微博
- 史悲漫畫臉書專頁 （页面存档备份，存于）